# زمالة المدمنين المجهولين
تأسست زمالة المدمنين المجهولين في شهر يوليو/تموز من عام 1953م بشكل غير منظم، وانتشرت سريعا في عدد من الدول، وأول اجتماع عقد في ولاية كنتاكي في الولايات المتحدة الأمريكية في معهد تأهيلي في عام 1947م، أما الاجتماعات الاعتيادية بدأت في كاليفورنيا في عام 1953م، وتزامنت ثورة النمو في الزمالة مع إصدار أول نسخة من كتاب «زمالة المدمنين المجهولين» في عام 1983م، وحسب إحصائيات يناير/كانون الثاني 2006 هناك ما يفوق 40000 اجتماع أسبوعي في أكثر من 125 دولة حول العالم، والمجتمعات ذات الخبرة في البرنامج هي الهند واليابان وغرب أوروبا وأمريكا اللاتينية.
أما المجتمعات الناشئة هي شرق آسيا والشرق الأوسط وإيران وشرق أوروبا وإفريقيا وأدبيات البرنامج مترجمة لأكثر من 33 لغة، وخطتهم معتمدة على مجموعة مبادئ يستطيع المتعافي اتباعها في حياته اليومية.

## برنامج زمالة المدمنين المجهولين
برنامج زمالة المدمنين المجهولين هو زمالة أو جمعية لا تهدف إلى الربح وتتكون من رجال ونساء أصبحت المخدرات مشكلة رئيسية بالنسبة لهم. حيث يجتمع المدمنون والممتنعون عن المخدرات بانتظام بهدف التعافي ولمساعدة بعضهم البعض لكي يبقوا ممتنعين. إنه برنامج للامتناع التام عن كافة أنواع المخدرات وعضويته ولا يتطلب إلا شيئا واحدا وهو الرغبة في الامتناع عن التعاطي من قِبَل المدمن، ولكي ينجح المدمن في الامتناع لا بد أن يكون منفتحا ذهنيا ويعطي لنفسه فرصة، البرنامج عبارة عن مجموعة من المبادئ مكتوبة ببساطة شديدة ويستطيع المدمن إتباعها في حياته اليومية وأهم ما يميزها هو أنها ناجحة. لا توجد قيود على زمالة المدمنين المجهولين فهي غير منتسبة لأية منظمات أخرى وليس لها أية رسوم اشتراك أو مستحقات ولا تطلب من أعضائها توقيع تعهدات ولا نقدم وعوداً لأي شخص ولا صلة لها بأية جهة سياسية أو دينية أو بأجهزة تطبيق القانون ولا تخضع للمراقبة إطلاقاً. يستطيع أي شخص أن ينضم لها بغض النظر عن عمره أو جنسه أو هويته الجنسية أو عقيدته أو ديانته أوإفتقاره إلى الدين.
لا تهتم الزمالة بنوعية أو كمية المخدرات التي كان يتعاطاها المدمن أو بمن كانت صلاته أو بما فعله في الماضي أو بمدى غناه أو فقره، لكن تهتم فقط بما تريد أن تفعله بشأن مشكلة المدمن وكيف تستطيع مساعدته، فالعضو الجديد هو أهم شخص في أي اجتماع لأن الزمالة تستطيع الاحتفاظ بما لديها فقط بتقديمه للآخرين، ولقد نتج من الخبرات المختلفة أن الذين يواظبون على المجئ إلى اجتماعات البرنامج بانتظام يظلون ممتنعين.

## أعضاء زمالة “المدمنين المجهولين
أي شخص لديه الرغبة في الامتناع عن تعاطي المخدرات يمكنه أن يكون عضواً في زمالة المدمنين المجهولين. فإن العضوية ليست مقتصرة على مدمنين يتعاطون مخدر معين. إن الأشخاص الذين قد يكون لديهم مشكلة مع مخدر ممنوع أو مخدر بوصفة طبية وبالإضافة إلى مادة “الخمر” فهم مرحب بهم في زمالـة “المدمنين المجهولين”. ما تركز عليه زمالة “المدنين المجهولين” هو التعافي من الإدمان والامتناع الكلي عن جميع المخدرات وليس على مادة مخدرة معينة.

## الاجتماعات المفتوحة والمغلقة
الاجتماعات المغلقة في زمالة “المدمنين المجهولين” هي للمدمنين فقط، أو الناس الذين يعتقدون بأن لديهم مشكلة مع المخدرات. إن الاجتماعات المغلقة تهيئ الجو المناسب للمدمنين لكي يستطيعوا الإحساس بثقة أكبر، وإن هؤلاء المدمنين الذين يحضرون الاجتماعات قادرون على الاتفاق فيما بينهم. إن من يدير الأجتماع عادة يلفت نظر الأعضاء إلى أن هذا الاجتماع مغلق، وذلك لشرح فعالية الاجتماع المغلق، وفي نفس الوقت يوجه غير المدمنين إلى الاجتماع المفتوح.
الاجتماعات المفتوحة في زمالة “المدمنين المجهولين” هي لكل من يرغب حضور هذه الاجتماعات، بعض المجموعات لديها اجتماعات مفتوحة مرة واحدة في الشهر، وذلك للسماح للأصدقاء غير المدمنين وأقارب الأعضاء المشاركة في الاحتفال بمناسبات التعافي. ويتم التوضيح أثناء الاجتماع بأن مجموعات زمالة المدمنين المجهولين لا تقبل المساعدات الخارجية من غير الأعضاء.